# András Radó
András Radó (Pápa, 9 settembre 1993) è un calciatore ungherese, centrocampista del Vasas.

## Carriera

### Club
Ha sempre giocato nel campionato ungherese.

### Nazionale
Ha esordito in Nazionale Under-21 durante le qualificazioni agli europei di categoria.

## Palmarès

### Club

#### Competizioni nazionali
- Campionato ungherese: 1

Ferencváros: 2015-2016
- Supercoppa d'Ungheria: 1

Ferencvàros: 2015
- Coppa d'Ungheria: 2

Ferencvàros:  2015-2016, 2016-2017
- Nemzeti Bajnokság II: 1

Vasas: 2021-2022

### Individuale
- Capocannoniere del campionato ungherese: 1

2019-2020 (13 gol)